# ريناتو كاتانيو
ريناتو كاتانيو (16 ديسمبر 1923 إيطاليا - ) هو لاعب كرة قدم إيطالي يلعب كلاعب وسط.